# Pedra da Transmutação
Pedra da Transmutação é o magnum opus do poeta brasileiro Foed Castro Chamma. Obra de 10 mil versos decassílabos com a qual foi o vencedor, em 1° lugar,  de dois importantes concursos literários. Magistral poema que se expande, se oculta, se recria e se transmuta numa alquímica dialética de luz e trevas.

## Publicação e Prêmios
Sob o título Geometria da Sombra ganhou o prêmio em 1° lugar do Concurso Jorge de Lima de Poesia (1982) como promoção do Departamento de Letras Clássicas e Vernáculas/CHLA e Pró-Reitoria de Extensão da UFAL, sendo publicado pela pela editora da Universidade Federal de Alagoas em 1984 recebendo a fortuna crítica do destacado intelectual brasileiro Antônio Houaiss; e sob o título Pedra da Transmutação, ganhou em 1° lugar o prêmio Bienal Nestlé de Literatura Brasileira pela editora Melhoramentos de São Paulo no mesmo ano.